# 里弗賽德 (印地安納州方廷縣)
里弗賽德（英語：Riverside）是位於美國印地安納州方廷縣的一個非建制地區。該地的面積和人口皆未知。